# Arnos
Arnos – miejscowość i gmina we Francji, w regionie Nowa Akwitania, w departamencie Pireneje Atlantyckie.
Według danych na rok 2015 gminę zamieszkiwały 92 osoby, a gęstość zaludnienia wynosiła 15,6 osób/km².